# Synaptidae
Synaptidae Burmeister, 1837 è una famiglia di cetrioli di mare.

## Tassonomia
La famiglia comprende i seguenti generi: 
- Anapta Semper, 1867 (5 specie)
- Dactylapta Clark, 1908 (1 sp.)
- Epitomapta Heding, 1928 (2 spp.)
- Euapta Östergren, 1898 (5 spp.)
- Eupatinapta Heding, 1928 (2 spp.)
- Labidoplax Östergren, 1898 (6 spp.)
- Leptosynapta Verrill, 1867 (34 spp.)
- Oestergrenia Heding, 1931 (9 spp.)
- Opheodesoma Fisher, 1907 (10 spp.)
- Patinapta Heding, 1928 (6 spp.)
- Polyplectana Clark, 1908 (13 spp.)
- Protankyra Östergren, 1898 (36 spp.)
- Rhabdomolgus Keferstein, 1862 (1 sp.)
- Rynkatorpa Rowe & Pawson, 1967 (13 spp.)
- Synapta Eschscholtz, 1829 (2 spp.)
- Synaptula Örstedt, 1849 (29 spp.)

### Alcune specie

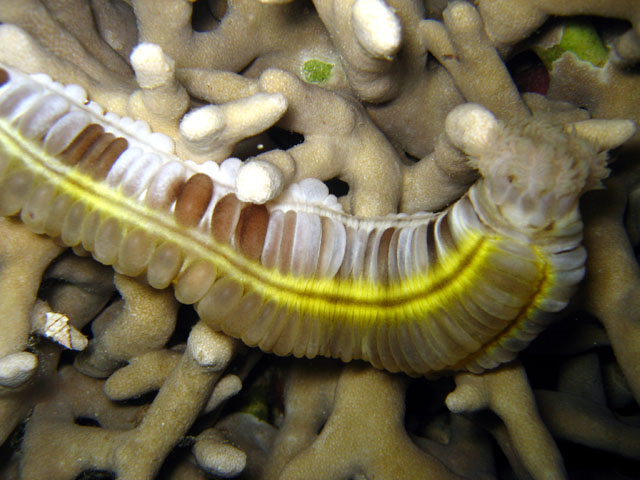
Euapta godeffroyi
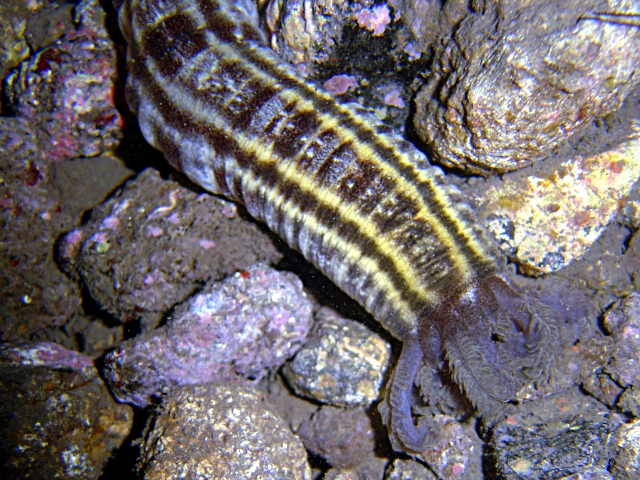
Euapta lappa
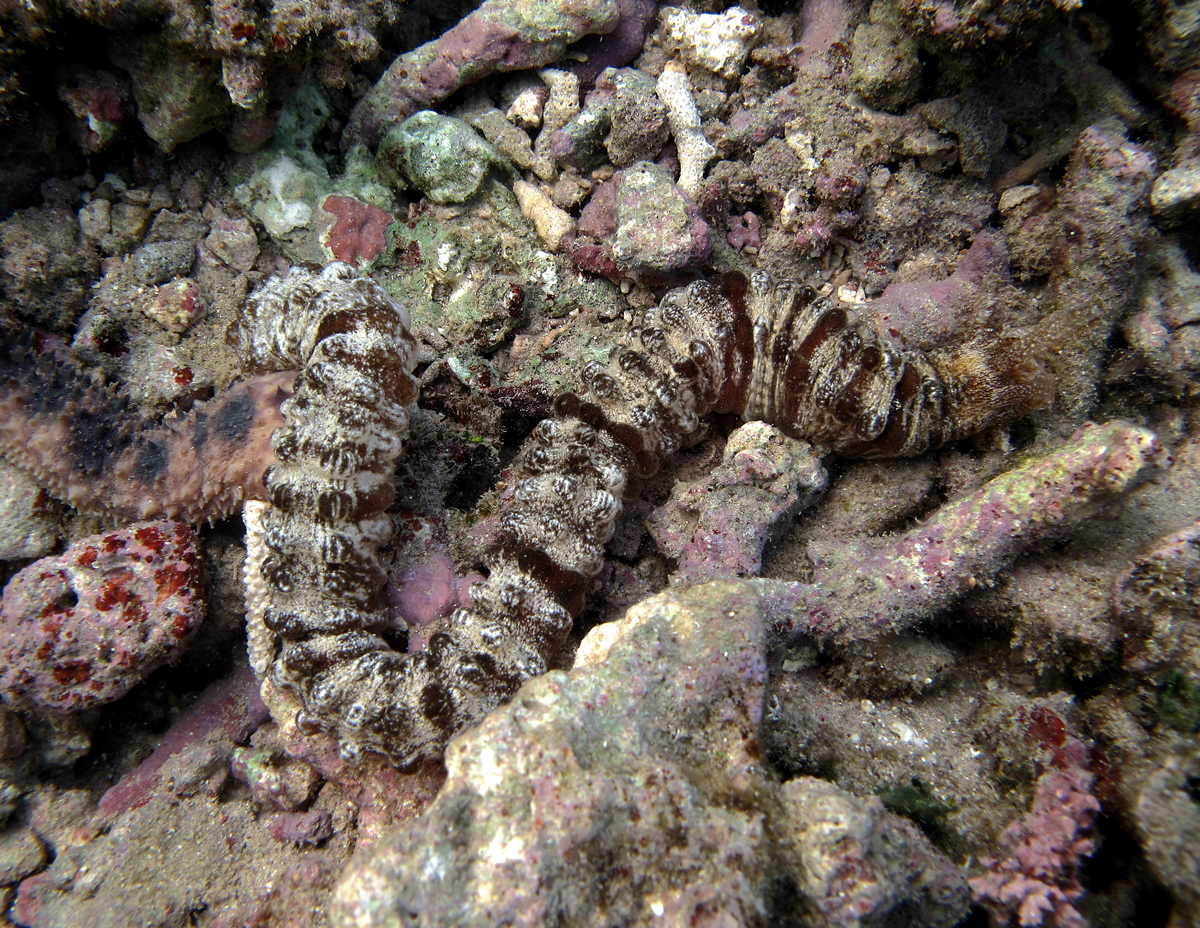
Opheodesoma grisea
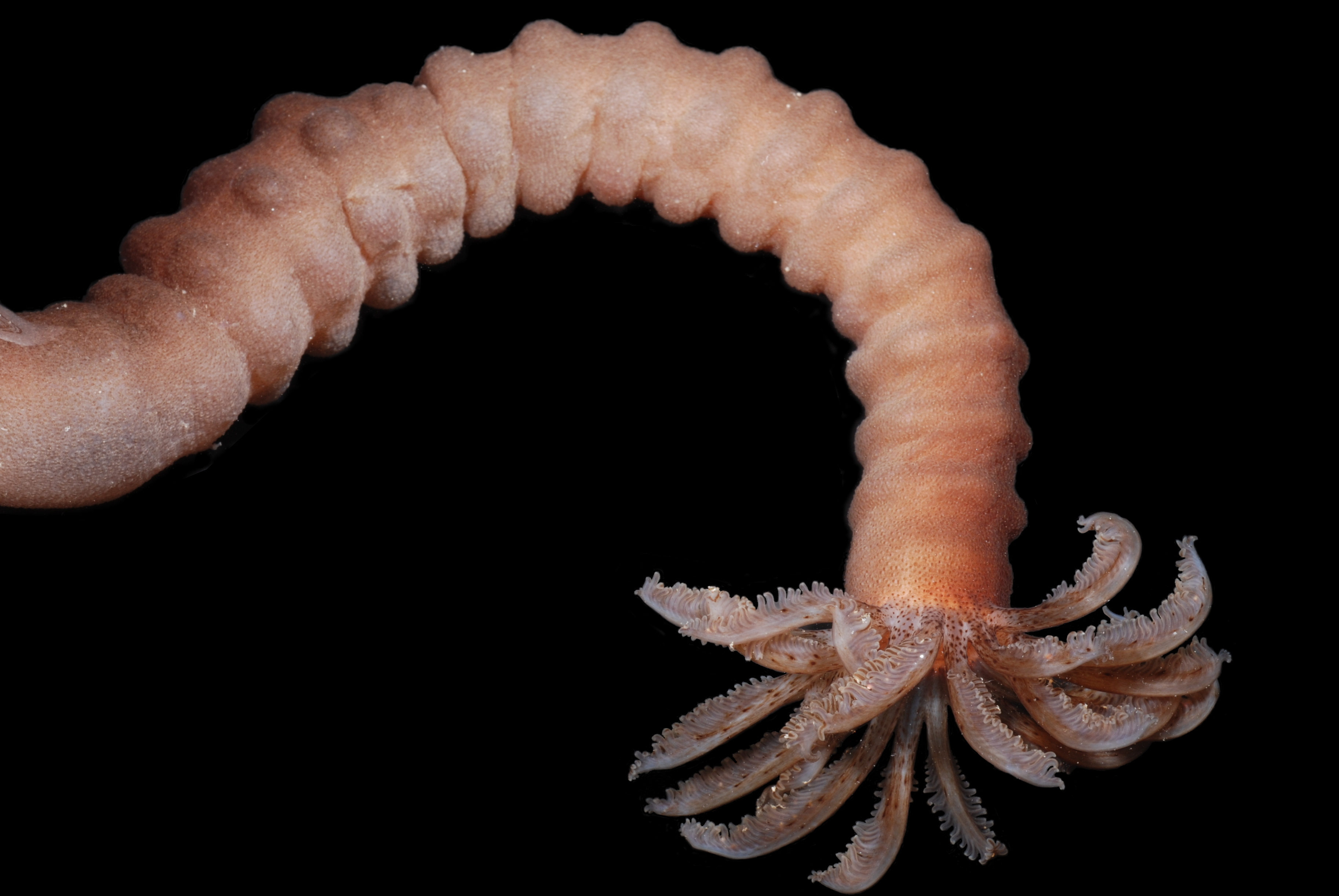
Polyplectana kefersteinii
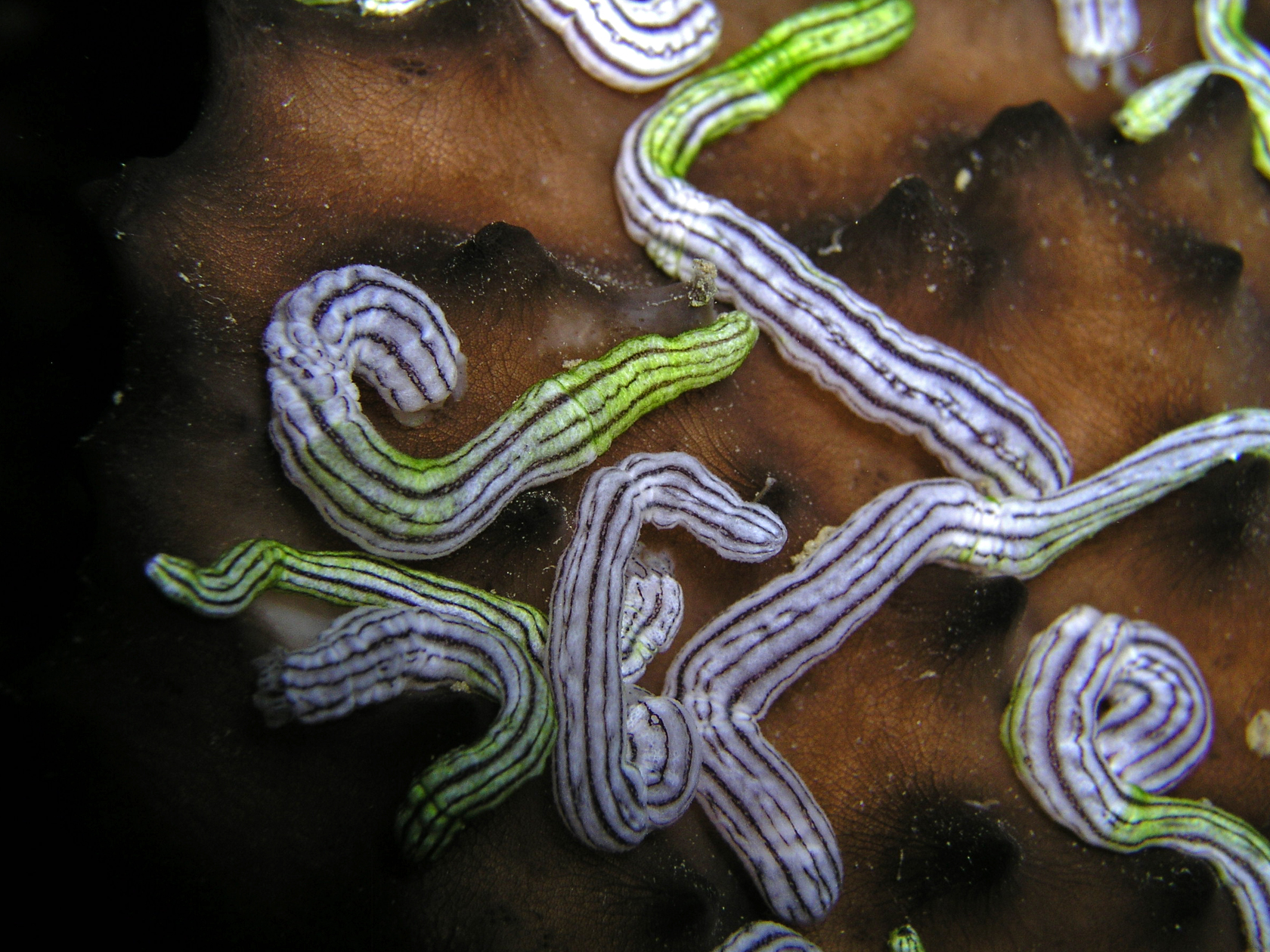
Synaptula lamperti